# تقسیمات کشوری پرتغال

هفت منطقه پرتغال و دو منطقه خودمختار (سمت چپ پایین)

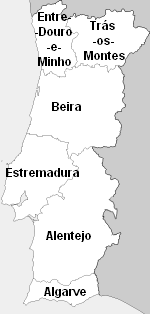
استان‌های تاریخی پرتغال بین قرنهای 14 و 19 میلادی

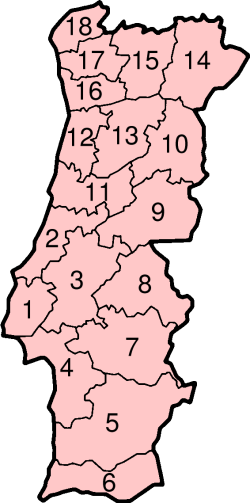
18 ناحیه فعلی کشور پرتغال

کشور پرتغال به پنج منطقه و دو منطقه خودمختار (عبارت از مجمع‌الجزایرها) بخش شده‌است.

## زیربخش‌ها
| زیربخش                      | تعداد | توضیحات           |
| --------------------------- | ----- | ----------------- |
| Regiões Autónomas           | ۲     | مناطق خودمختار    |
| Áreas Metropolitanas        | ۲     | مناطق شهری        |
| Comunidades intermunicipais | ۲۱    | جامعه‌های نیمه‌شهری |
| Concelhos                   | ۳۰۸   | شهرستان‌ها         |
| Freguesias                  | ۳۰۹۲  | بخش‌ها             |
| Cidades                     | ۱۵۱   | شهرها             |
| Vilas                       | ۵۳۳   | شهرک‌ها            |

## مناطق
- ناحیه  لیسبوا
- ناحیه شمال
- ناحیه مرکز
- ناحیه آلنتیژو
- ناحیه آلگاروه

### مناطق خودمختار
- مجمع الجزایر آزور
- جزایر مادیرا

## زیربخش‌های تاریخی

### آن سوی دریاها
- آنگولا
- کیپ ورد
- گینه بیسائو
- سائوتومه و پرینسیپ
- ماکائو
- موزامبیک
- هندوستان
- تیمور شرقی